# 井上眞
井上 眞（いのうえ まこと、1958年8月9日 - ）は日本の実業家。大塚製薬代表取締役社長。

## 人物・経歴
大阪府出身。1983年長崎県立国際経済大学（現長崎県立大学）経済学部卒業。同年大塚製薬入社。2002年9月横浜支店医薬部長、2004年6月東京支店医薬部長、2008年6月執行役員診断事業部事業部長、2009年6月常務執行役員医薬品事業部副事業部長、2013年9月常務執行役員ニュートラシューティカルズ事業部、2015年3月取締役(兼)専務執行役員ニュートラシューティカルズ事業部長、2015年4月ファーマバイト取締役(現任)、2016年3月取締役ニュートラシューティカルズ事業部長、2017年3月常務取締役ニュートラシューティカルズ事業担当、2017年9月デイヤフーズ取締役(現任)、2018年3月専務取締役ニュートラシューティカルズ事業担当、2018年10月ナルドベルSAS取締役会長(現任)、2019年3月取締役副社長(現任)。2019年12月開催の大塚ホールディングス取締役会で、大塚製薬の代表取締役社長への就任が決定。2020年3月の大塚製薬の株主総会ならびに取締役会で正式決定された。